# Sturmia micans
Sturmia micans là một loài ruồi trong họ Tachinidae.